# Георге Анджелеску
Георге Анджелеску (рум. Gheorghe Angelescu; *6 січня 1839, Бухарест — †2 квітня 1915, Тиргу-Жіу) — румунський генерал, учасник російсько-турецької війни 1877—1878, військовий міністр Румунії.

## Біографія
Народився в Бухаресті 6 січня 1839, на військову службу вступив в 1854.
У 1868 призначений командиром 2-го піхотного полку, в 1870 отримав звання полковника, а в 1877 — бригадного генерала, і в тому ж році отримав у командування 3-ю дивізію.
У 1877-1878 Анджелеску, на чолі цієї дивізії брав участь у військових діях проти турків в Болгарії, відзначився при атаці Гривицького редуту під Плевною.
Незабаром після закінчення кампанії, 5 серпня 1878 призначений начальником 4-ї дивізії, а 25 березня 1882 начальником румунського військового міністерства. На цій посаді він пробув лише до 31 липня. У 1883 призначений командиром корпусу та дивізійним генералом.
У 1891 залишив стройову службу і був призначений членом Вищої військової ради Румунії, а з 1894 перебував у запасі румунської армії. Помер 2 квітня 1915 в Тиргу-Жіу.